# Dziura za Modrzewiami
Dziura za Modrzewiami – jaskinia, a właściwie schronisko, w Dolinie Kościeliskiej w Tatrach Zachodnich. Wejście do niej znajduje się w zboczu Żaru, na południe od Jaskini Przeziorowej, w pobliżu Jaskini w Żarze, na wysokości 1255 metrów n.p.m. Jaskinia jest pozioma, a jej długość wynosi 5,5 metrów.

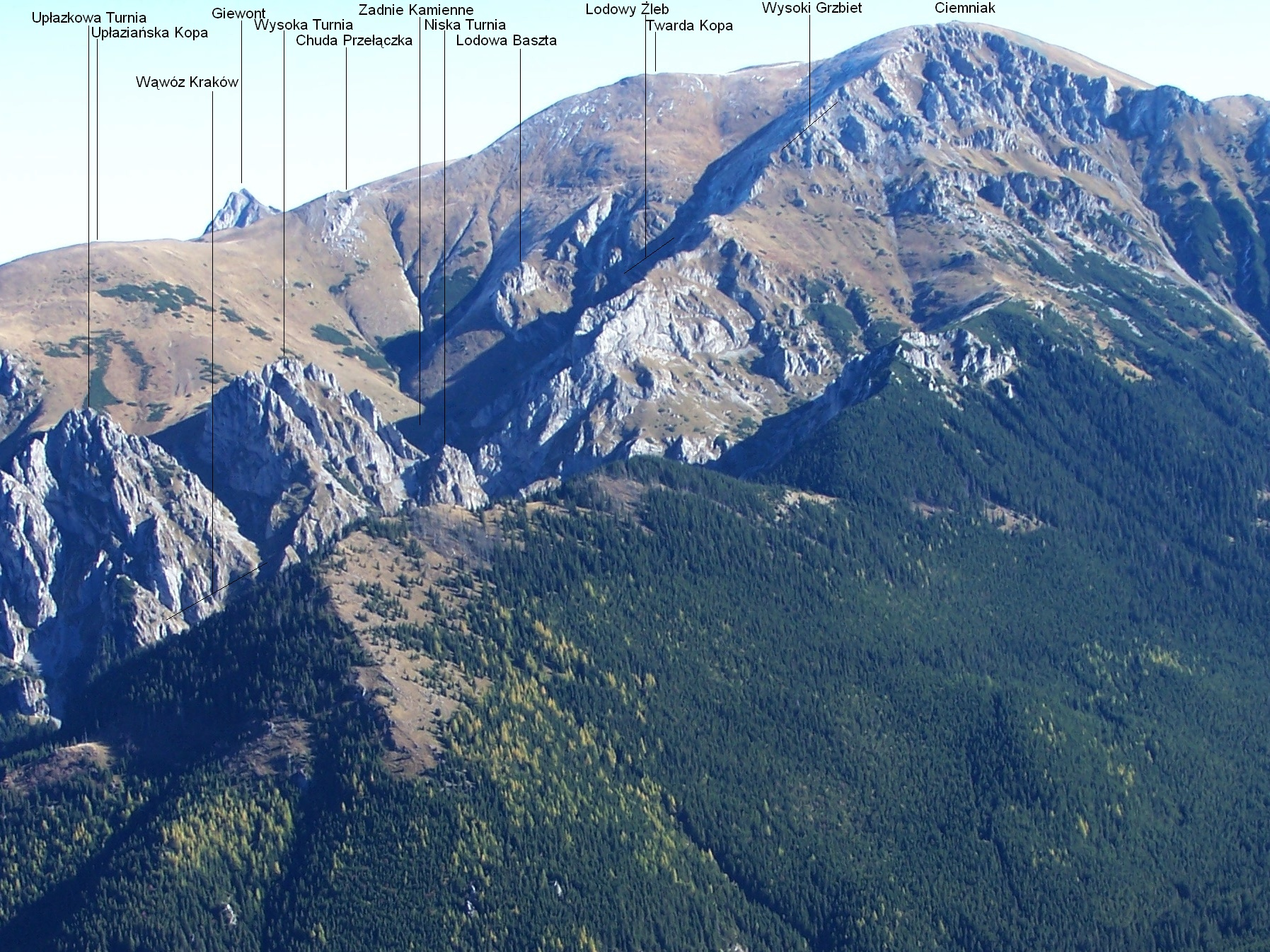
Na pierwszym planie zbocza Żaru

## Opis jaskini
Jaskinię stanowi prosty, szczelinowy korytarzyk zaczynający się w niewielkim otworze wejściowym, a kończący szczeliną nie do przejścia.

## Przyroda
W jaskini występują nacieki grzybkowe. Ściany są wilgotne, rosną na nich mchy, porosty i glony.

## Historia odkryć
Jaskinia była prawdopodobnie znana od dawna. Jej plan i opis sporządziła w 1993 roku I. Luty przy pomocy M. Kropiwnickiej.